# Carrer del Socors (Girona)
El carrer del Socors és una obra del municipi de Girona inclosa en l'Inventari del Patrimoni Arquitectònic de Catalunya.

## Descripció
Antic pas per a vianants recuperat recentment, que comunica un sector del Barri Vell amb l'antiga muralla de la zona de les Pedreres, la qual travessava per un portal dovellat i comunica amb l'exterior. El caracteritza un alt mur de maçoneria i carreus amb vegetació a la part superior que ocupa la banda nord i l'edifici d'un convent per l'altra banda. El paviment ha estat col·locat recentment i presenta rajol a sardinell i peces de pedra de Girona.